# Viola arsenica
Viola arsenica Beck – gatunek rośliny z rodziny fiołkowatych (Violaceae Batsch.). Występuje endemicznie w południowej części Macedonii Północnej.

## Morfologia
PokrójBylina dorastająca do 20 cm wysokości, tworzy kłącza.
LiścieBlaszka liściowa jest bezwłosa i ma kształt od owalnego do okrągławego. Mierzy 2–4 cm długości, jest karbowana na brzegu, ma sercowatą nasadę i ostry wierzchołek. Ogonek liściowy jest nagi i ma 20 mm długości. Przylistki są lancetowate.
KwiatyPojedyncze, wyrastające z kątów pędów. Mają działki kielicha o owalnym kształcie. Płatki są odwrotnie jajowate, mają białożółtą barwę oraz 2 lub więcej cm długości, płatek przedni jest wyposażony w obłą ostrogę.

## Biologia i ekologia
Kwitnie wczesnym latem. Rośnie w trawiastych miejscach, gdzie gleba zawiera śladowe ilości arsenu.
Stwierdzono, że w tym gatunku bioakumulacja metali – ciężkich takich jak arsen, antymon i tal – jest znacząco wysoka.